# Банди (язык)
Банди (англ., фр. Bandi, Bande, Gbande, Gbandi, Gbunde) — язык народа банди в Западной Африке.
Язык банди относится к юго-западной группе семьи манде макросемьи нигер-конго. На нём говорят более 90 тысяч человек, проживающих в основном в провинции Лофа на северо-западе Либерии. Множество банди стали беженцами в Гвинею в ходе гражданской войны в Либерии, однако после её окончания возвращаются в места постоянного проживания. В середине XX века христианскими миссионерами создана письменность банди на основе латинского алфавита.
Банди очень близок языкам менде и зиало, принадлежащим к той же языковой группе. Его характеризуют преназализованные согласные, двухступенчатая система начальных чередований согласных, сложная система личного маркирования глагола.
Банди делится на ряд диалектов, из которых диалект тахамба является основой для создания письменного языка.
Исследованиями языка банди и других близкородственных языков в России занимается Российская лингвистическая экспедиция, возглавляемая санкт-петербургским лингвистом Валентином Выдриным.
| Алфавит банди | Алфавит банди | Алфавит банди | Алфавит банди | Алфавит банди | Алфавит банди | Алфавит банди | Алфавит банди | Алфавит банди | Алфавит банди | Алфавит банди | Алфавит банди | Алфавит банди | Алфавит банди | Алфавит банди | Алфавит банди | Алфавит банди | Алфавит банди | Алфавит банди | Алфавит банди | Алфавит банди | Алфавит банди | Алфавит банди | Алфавит банди | Алфавит банди | Алфавит банди | Алфавит банди | Алфавит банди | Алфавит банди | Алфавит банди | Алфавит банди |
| ------------- | ------------- | ------------- | ------------- | ------------- | ------------- | ------------- | ------------- | ------------- | ------------- | ------------- | ------------- | ------------- | ------------- | ------------- | ------------- | ------------- | ------------- | ------------- | ------------- | ------------- | ------------- | ------------- | ------------- | ------------- | ------------- | ------------- | ------------- | ------------- | ------------- | ------------- |
| A             | B             | D             | E             | Ɛ             | F             | G             | Gb            | Ɣ             | H             | I             | K             | Kp            | L             | M             | Mb            | N             | Nd            | Nj            | Ng            | Ŋ             | O             | Ɔ             | P             | S             | T             | U             | V             | W             | Y             |               |
| a             | b             | d             | e             | ɛ             | f             | g             | gb            | ɣ             | h             | i             | k             | Kp            | l             | m             | mb            | n             | nd            | nj            | ng            | ŋ             | o             | ɔ             | p             | s             | t             | u             | v             | w             | y             |               |